# Mojave 3
Mojave 3 — группа из Великобритании, состоящая из Нила Хэлстеда,  Рейчел Госвелл, Саймона Рове, Алана Форрестера и Яна МакКатчеона. Госвелл, Хэлстед и МакКатчеон до этого играли в шугейз-группе Slowdive.
Изначально группа существовала как трио. В состав входили Хэлстед, Госвелл и МакКатчеон. После того как Slowdive потеряли контракт с Creation Records, участники решили сменить музыкальное направление на дрим-поп и подписали контракт с лейблом 4AD Records. Они взяли новое название — Mojave, по совету Венди Фонэроу, но вскоре обнаружили, что группа с таким названием уже существует и добавили к названию цифру «3» (по количеству участников). Вскоре после выпуска первого альбома к ним присоединились Рове (бывший участник Chapterhouse) и Форрестер. В 2006 году группа сыграли концерт для проекта Винсента Муна Take-Away Show.
И Хэлстед (главный сонграйтер в группе), и Госвелл выпустили сольные альбомы, также на лейбле 4AD. МакКатчеон основал группу The Loose Salute (их записи выпускаются на лейбле Heavenly Records).
По словам Хэлстеда, Mojave 3 в отпуске с 2008 года, однако они планируют записать и выпустить как минимум ещё один альбом в будущем.
Несмотря на свой «отпуск», группа вернулась к концертной деятельности в 2011 году, выступая с группой Band of Horses. Во время радиоинтервью для израильской радиостанции Kol HaCampus 7 мая 2011 года Хэлстед сообщил, что группа работает над новым материалом и новую запись можно ожидать летом.

## Дискография

### Альбомы
- Ask Me Tomorrow (16 октября, 1995) CAD 5013
- Out of Tune (5 октября 1998) CAD 8018
- Excuses for Travellers (15 мая 2000) CAD 2K05
- Spoon and Rafter (22 сентября 2003) CAD 2309
- Puzzles Like You (19 июня 2006) CAD 2604

### Синглы и мини-альбомы
- «Who Do You Love» (29 июня 1998) BAD 8011
- «Some Kinda Angel» (7 сентября 1998) BAD 8016
- «In Love with a View» (3 апреля 2000) TAD 2K03
- «Any Day Will Be Fine» (1 мая 2000) BAD 2K04
- «Return to Sender» (11 сентября 2000) BAD 2K17
- «Breaking the Ice» (5 июня 2006) BAD 2602
- «Puzzles Like You» (6 ноября 2006) AD 2615